# Nendöfluiter
De nendöfluiter (Pachycephala ornata) is een zangvogel uit de familie Pachycephalidae (dikkoppen en fluiters).  Eerder werd deze soort beschouwd als een ondersoort van de santacruzfluiter (P. vanikorensis).

## Verspreiding en leefgebied
Deze vogel komt voor op Nendö, de Reefeilanden en de Duffeilanden (noordelijke Santa Cruz-eilanden) in het zuidoosten van de Salomonseilanden. 